# Горные кхмеры
Горные кхме́ры (горные мо́ны) — условное название малых мон-кхмерских народов Индокитая, принятое в советской и российской этнографии. Живут в горных районах Юго-Западного Китая (Юньнань), западного Вьетнама, Лаоса, Восточной Мьянмы, северного и восточного Таиланда, северо-восточной Камбоджи (провинции Ратанакири, Стынгтраенг, Мондолькири). Общая численность в Мьянме — более 1,8 млн чел., Лаосе — около 1,6 млн чел., Вьетнаме — около 1,3 млн чел., Китае — более 700 тыс., Таиланде — около 600 тыс., Камбодже — более 150 тыс. (2008, оценка).
Основное занятие — подсечно-огневое земледелие. Сохраняют значение рыболовство, лесное собирательство, охота на крупных животных (слонов, тигров). Развито гончарное ремесло. В религии — первобытные анимистические культы, заметно влияние католицизма. Говорят на мон-кхмерских языках.

## Терминология

Этническaя картa Камбоджи в 1972 году.

Термин «горные кхмеры» (Khmer Loeu, кхмер-лы) был создан в Камбодже в 1960-х годах для горных племён на северо-востоке страны с целью их скорейшей интеграции в камбоджийское общество. Позднее в советской этнографии был распространён на некоторые мон-кхмероязычные народности в соседних странах Индокитая.
Условно выделяются восточные горные кхмеры и северные горные кхмеры (ранее обозначались как «горные моны»). К первым относят (деление по языковым группам):
- бахнарские народы : хрэ (тямрэ) — 130 тыс., седанг — 130 тыс., банар (бана) — 180 тыс., тампуан[англ.] (тампуон) — 32 тыс., суи (джуру, язык джру) — 86 тыс., срэ (кэхо, кохо) — 147 тыс., мнонг — 123 тыс., стиенг — 97 тыс., ма (контяу) — 38 тыс., зе — 27 тыс. чел. (Вьетнам и Лаос), тёро (язык тьрау) — 26 тыс. (Вьетнам) и другие;
- катуйские народы: катанг — 120 тыс., таой — 60 тыс., кату (кту) — 78 тыс., суай (куй) — 440 тыс., со — 190 тыс., бру (брао) — 126 тыс. и другие.
- пеарские народы

К северным горным кхмерам относят:
- народы палаунг-ва: ва — свыше 900 тыс., буланы — 112 тыс., палаунг — 640 тыс., данау — 138 тыс., рианг — 50 тыс., ламет и другие;
- манг (3,5 тыс.),
- кхмуйские народы: кхму — свыше 900 тыс., пхай — 54 тыс., прай — 40 тыс., синьмун (пуок) — 28 тыс. (Вьетнам, Лаос, Таиланд), мал — 35 тыс. (Лаос, Таиланд), кхао — 16 тыс. (Вьетнам) и другие.